# خوسيه غارسيا هيدالغو
خوسيه غارسيا هيدالغو (بالإسبانية: José García Hidalgo)‏ هو رسام إسباني، ولد في 1646 في بليانة في إسبانيا، وتوفي في 1717 في مدريد في إسبانيا.